# Чорноморочка (фільм)
«Чорноморочка» (рос. «Черноморочка») — український радянський художній фільм, лірична музична комедія Одеської кіностудії 1959 року, режисерський дебют Олексія Корєнєва.

## Сюжет
Живе в рибальському селищі красива дівчина Софійка. Життєрадісна, талановита — чудово співає і радує своїми піснями земляків. Кохає свого хлопця Васю, курсанта морехідного училища, і мріє виїхати з ним до Одеси. А серйозний Василь мріє про те, щоб Софійка пішла навчатися до вишу, а краще — на курси суднових радистів, щоб в майбутньому разом — на одному кораблі — ходити в море…
У Василя закінчується відпустка, молоді люди повні планів, купують два квитки, але їхнім мріям не судилося збутися. Напередодні в селище з гастрольним виступом приїжджає джаз-оркестр Омельского, справи якого не дуже гарні. Під час їхнього виступу легковажна Софійка, по-хлоп'ячому забравшись на паркан концертного майданчика, голосно підспівувала солістці, та так, що перевершила її. Музиканти запросили дівчину у свій колектив. Софійка, забувши про обіцянки другу серця, з радістю приймає цю пропозицію. Закоханим довелося пережити чимало розчарувань…

## Актори
- Світлана Живанкова — Софійка
- Володимир Землянікін — Вася Гордієнко
- Кость Кульчицький — Паляничка
- Олег Борисов — Юрко Фарасюк
- Дмитро Франько — старшина Бодяга
- Дая Смирнова — Одарка
- Юрій Саричев — Петро
- Микола Яковченко — Карпо Іванович
- Сергій Мартінсон — Омельський
- Тамара Носова — співачка

В епізодах:
- Еммануїл Геллер, Віктор Шульгин, Антоніна Максимова, Наталія Корєнєва, Віктор Проклов, Євген Моргунов, Маргарита Дьоміна, Євген Оршулович, І. Петрин, Володимир Іванов, Алла Амонова (епізод, немає в титрах), Маргарита Пресич (епізод, немає в титрах), Валерій Ободзинський (епізод, немає в титрах)

## Знімальна група
- Сценарист: Євген Помєщиков
- Режисер-постановник: Олексій Корєнєв
- Оператори: Василь Симбірцев, Радомир Василевський
- Художник: Василь Зачиняєв
- Режисер: В. Кошурін
- Композитор: Оскар Сандлер
- Текст пісень (пісні виконуються українською мовою): Любов Забашта, Андрій Малишко, Микола Сом
- Звукооператор: Борис Морозевич
- Художник-гример: Володимир Талала
- Балетмейстер: Н. Марголін
- Монтаж: О. Харькової
- Художник по костюмах: Зетта Лагутіна
- Редактор: Ілля Жига-Резницький
- Оркестр Одеської державної філармонії, диригент Борис Карамишев
- Директор картини: Адольф Фрадис